# Ricsóváralja
Ricsóváralja (szlovákul Hričovské Podhradie) község Szlovákiában, a Zsolnai kerület Zsolnai járásában.

## Fekvése
Zsolnától 10 km-re nyugatra, a Vág bal oldalán fekszik.

## Nevének eredete
A falu a felette emelkedő várról, az pedig a Ricsó-patakról kapta a nevét.

## Története
Ricsó várát 1254 és 1265 között építtette Farkas fia Tolus mester. Kisméretű hegyivár. Az 1280-as évektől a Balassáké, majd a Podmaniczkyaké, 1526 után rablóvár, sőt hamispénz verőhely is volt. Később a Thurzóké, majd az Erdődyeké, akik az 1670-es években sorsára hagyták, azóta pusztul.
A falut 1208-ban említik először „Ryzoi” néven. A középkorban több birtokosa volt. A 13. század elején a nyitrai püspökség, a század végén a Bitter és a Csák nemzetség, később a Podmaniczkyak tulajdonában állt. 1265-ben „Hricou” néven szerepel először abban az oklevélben, melyben IV. Béla király Hricsó várát Miklósnak, a Beych nemzetség ivadékának adományozza. 1271-ben „Hrychov” néven találjuk. 1282-ben két részből, Alsó- és Felsőricsóból állt. 1392-ben „Hrichov”, 1469-ben „Waralya” alakban írják. A 16. század közepén rablólovagok, a Podmaniczky testvérek uralták, majd a Thurzók voltak a birtokosai. 1598-ban 7 ház állt a településen, ekkor „Podhradie” néven említik. A 17. században az egész korábbi ricsói uradalom a nagybiccsei uradalom része lett. 1784-ben 29 házában 40 családban 192 lakos élt.
A 18. század végén Vályi András így ír róla: „Alsó, Felső, és Podhrágy Hricsó. Tót faluk Trentsén Várm. földes Urok H. Eszterházy Uraság, lakosaik katolikusok, fekszenek Vág vize mellett, Zolnához 1 mértföldnyire, Podhrágynak szomszédságában, földgyeik a’ síkon termékenyek, legelőjök jó, fájok van elég, piatzozások közel.”
1828-ban 29 háza és 256 lakosa volt, akik mezőgazdasággal, erdei munkákkal foglalkoztak.
Fényes Elek 1851-ben kiadott geográfiai szótárában így ír a faluról: „Podhrágy, tót falu, Trencsén vmegyében, Hricsó mellett, a Vágh bal partján. Számlál 251 kath., 4 ev. lak. Urasági majorság. Szép gyümölcsös kert. A helység felett egy hegyen láthatni a régi Hricsó várának omladékát. F. u. h. Eszterházy. Ut. p. Zsolna.”
A trianoni békéig Trencsén vármegye Vágbesztercei járásához tartozott.

## Népessége
| Év:            | 1994. | 2004.   | 2014.   | 2024.   |
| -------------- | ----- | ------- | ------- | ------- |
| Emberek száma: | 349   | 379     | 364     | 343     |
| Eltérés:       |       | +8,59 % | -3,95 % | -5,76 % |

| Év:            | 2023. | 2024. |
| -------------- | ----- | ----- |
| Emberek száma: | 343   | 343   |
| Eltérés:       |       | +0 %  |

1910-ben a falunak 233, túlnyomórészt szlovák lakosa volt.
2011-ben 372 lakosából 366 szlovák volt.

## Nevezetességei
A falu feletti 564 m magas várhegyen állnak Hricsó várának romjai.
A Vár legendája: Hricsó vár urai régen a Lahar lovagok voltak. Az utolsó várúr a várat és a birtokot feleségére hagyta. A gazdag özvegyet számtalan kérő ostromolta, de ő mindenkit kikosarazott. A szomszéd földbirtokost, a nála sokkal fiatalabb Túrzó Ferencet mágnesként vonzotta a hatalmas vagyon. Az özvegy nem tudott ellenállni a heves udvarlásnak. Királyi engedéllyel a férfit tette meg örökösének. Az asszony a szerelemtől valósággal megfiatalodott. A kapzsi Túrzó úgy látta, hiába várja a nő halálát, az örökség még nagyon sokáig nem lesz az övé. Egy éjszaka szolgáival a vár tömlöcébe záratta az asszonyt. Kihirdette, hogy őrület tört ki rajta, ezért kellett elzárni. Az asszony, amikor helyzetét megértette, haragjában és csalódottságában megátkozta Túrzót és a várat is. Ettől kezdve síró, kiáltozó szellemek költöztek a várba. Egy napon a vár elé egy barát érkezett, aki fennhangon hirdette Túrzó bűnét, és vezeklésre szólította fel a várbelieket. A barátot Túrzó a vár tornyába záratta be és ott tartotta étlen-szomjan, amíg csak meg nem halt. Másnapra azonban a vár előtt egy hatalmas szikla keletkezett, amely pontosan a barátra hasonlított, és amelyet semmilyen erővel sem tudtak eltávolítani. A rémítő szikla láttán Túrzó és a vár népe elmenekült a várból. Amikor az utolsó ember is távozott, a vár magától lángra gyulladt, és leégett. Csak a kő barát áll ma is sértetlenül a kapuval szemben.